# Am Großen Wannsee
Am Großen Wannsee ist eine Straße im Berliner Ortsteil Wannsee (Bezirk Steglitz-Zehlendorf) im Südwesten der Stadt. Sie beginnt an der Königstraße (Teil der Bundesstraße 1) zwischen den Hausnummern 4b und 5 und führt am Westufer des Großen Wannsees entlang bis zur ehemaligen Reichsluftschutzschule (Hausnummer 80), die später zur Lungenklinik Heckeshorn (jetzt: Helios-Klinikum Emil von Behring; die Lungenklinik Heckeshorn ist seit 2007 in der Walterhöferstraße 11) wurde. Dabei folgt die Straße im Wesentlichen der Uferlinie des Großen Wannsees, ohne jedoch direkten Zugang zum See zu bieten. 
Die östliche Straßenseite (Seeseite, gerade Hausnummern) ist durch zahlreiche Wassersportvereine (darunter der traditionsreiche Verein Seglerhaus am Wannsee) geprägt, die dort über teilweise recht ansehnliche Vereinseinrichtungen (Clubhäuser, Bootsstege) verfügen. Die Grundstücke Am Großen Wannsee 42/Colomierstraße 3 (Liebermann-Villa) und Am Großen Wannsee 56/58 (Haus der Wannseekonferenz) sind auch für die Öffentlichkeit zugänglich. Erst ab der Höhe Hausnummer 60 ist das Seeufer des Großen Wannsees am Heckeshorn allgemein zugänglich. Hier, wo die Kolonie in den Düppeler Forst übergeht, beginnt ein reizvoller Uferwanderweg, der vorbei an der Pfaueninsel, dem Wirtshaus Moorlake, der Kirche St. Peter und Paul (Nikolskoe) bis zum Schloss Glienicke und zur Glienicker Brücke führt. 
Am Uferweg liegen zahlreiche Badestellen, die im Sommer von der DLRG betreut werden (Heckeshorn, Badewiese Alter Hof). Bis zum Abzweig der Straße Am Heckeshorn ist die Straße Am Großen Wannsee in nördlicher Richtung eine Einbahnstraße. Sie erschließt damit verkehrstechnisch einen großen Teil der Colonie Alsen. Die westliche Straßenseite (Landseite, ungerade Hausnummern) ist geprägt von Wohnbebauung. An der Ecke Koblanckstraße 10 liegt das Bildungs- und Begegnungszentrum Clara Sahlberg der Gewerkschaft ver.di. Über die Straße Am Großen Wannsee führt die Buslinie 114 der BVG, die damit den Anschluss zur Königstraße und zum S- und Regional-Bahnhof Berlin-Wannsee gewährleistet. Die Straße Am Großen Wannsee trägt diesen Namen seit 8. April 1933 (1888–1933: Große Seestraße).

## Ausgewählte Villen in der Straße und den Nebenstraßen
- Liebermann-Villa, Am Großen Wannsee 42/Colomierstraße 3; 1909 in Zusammenarbeit mit dem Bauherrn und Maler Max Liebermann von dem Architekten Paul Otto Baumgarten entworfen. Nach der aufwendigen Restaurierung bildet das Haus seit 2006 als Museum wieder eine künstlerische Einheit von Architektur, Gartenanlage, Originalgemälden und einer Dokumentation des Lebenswegs des Künstlers und seiner Familie.
- Villa Hamspohn, Am Großen Wannsee 40; 1906/1907 von Paul Otto August Baumgarten für den AEG-Direktor und Reichstagsabgeordneten Johann Hamspohn entworfen; saniert und heute Sitz des „Kunstsalon Berliner Secession – Haus der Begegnung“.
- Landhaus des Verlegers Carl Langenscheidt, Colomierstraße 1/2; Carl Langenscheidt, Sohn des Verlagsgründers Gustav Langenscheidt ließ sich 1899 ein Landhaus in Fachwerkbauweise von Bodo Ebhardt errichten. 1901 kam ein Stallgebäude mit Kutscher- und Bedienstetenwohnung hinzu. Das Anwesen befindet sich noch in Familienbesitz.
- Haus Springer des Verlegers Ferdinand Springer, Am Großen Wannsee 39/41; Vater Julius Springer gründete den Springer-Verlag für wissenschaftlich-technische Literatur. 1901 von Architekt Alfred Messel erbaut – Werksteinbau mit steilem Mansarddach in Pfannendeckung und schindelverkleideten Giebeln.
- Landhaus Oppenheim, heute Zum Heckeshorn 38, ursprünglich Große Seestraße 22; erbaut 1907/1908 von Alfred Messel für Franz und Margarete Oppenheim
- Villa Herz, Am Großen Wannsee 52/54; romantisches „Märchenschloss“ von Wilhelm Martens für den Fabrikanten Paul Herz im neoromanisch burgenhaften Stil erbaut.
- Villa Marlier (Haus der Wannseekonferenz), Am Großen Wannsee 56/58; 1914 von Paul Otto August Baumgarten für Ernst Marlier erbaut. Friedrich Minoux erwarb die Villa 1921 und verkaufte sie seinerseits 1941 der Nordhav-Stiftung der SS. Hier fand am 20. Januar 1942 die Wannseekonferenz statt, deren Inhalt die Organisation und Koordinierung der Deportation und Vernichtung der gesamten jüdischen Bevölkerung Europas war.
- Villa Arons, Am Großen Wannsee 5; 1875 von Julius Hennicke und Hermann von der Hude errichtete Villa für den Bankier Heinrich Leo. 1880 von dem Bankier Barthold Arons erworben, dessen Sohn Bruno Ahrends ein Landhaus auf das miterworbene Nachbargrundstück baute.

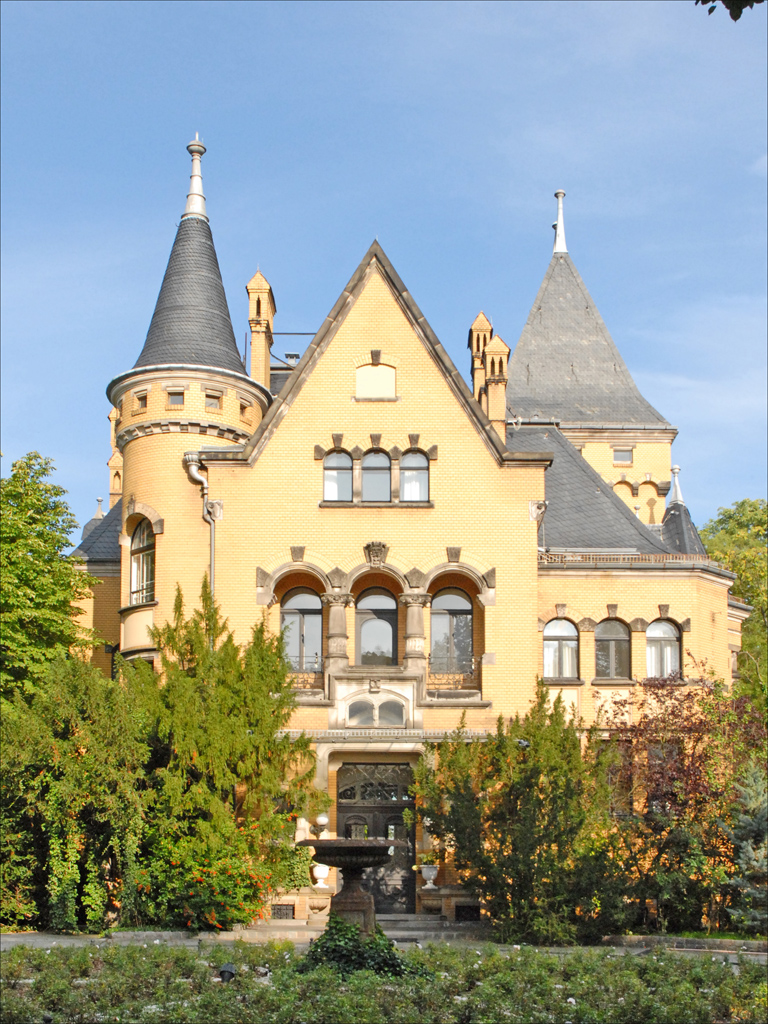
Die Villa Herz, 1892
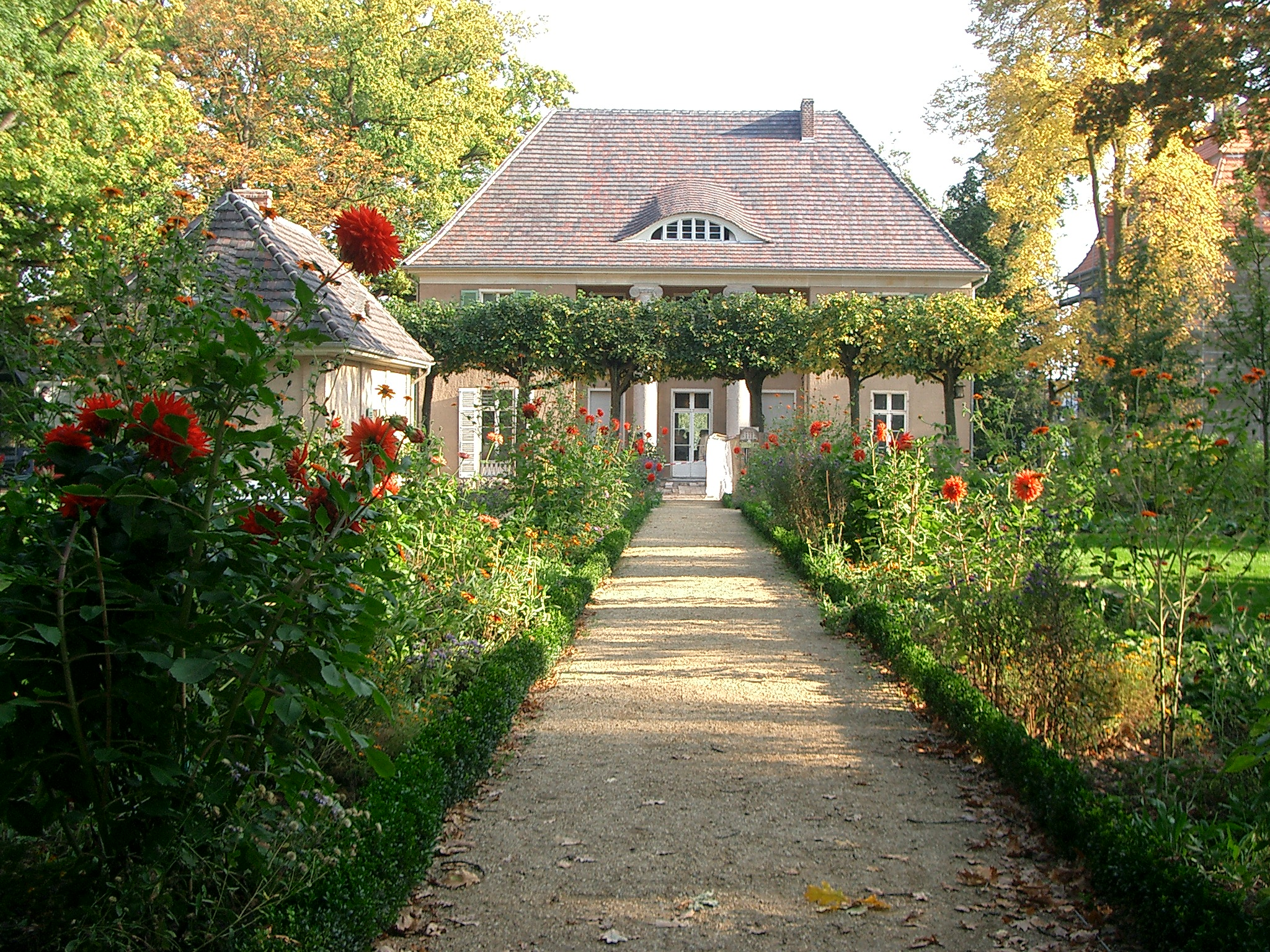
Liebermann-Villa von 1909
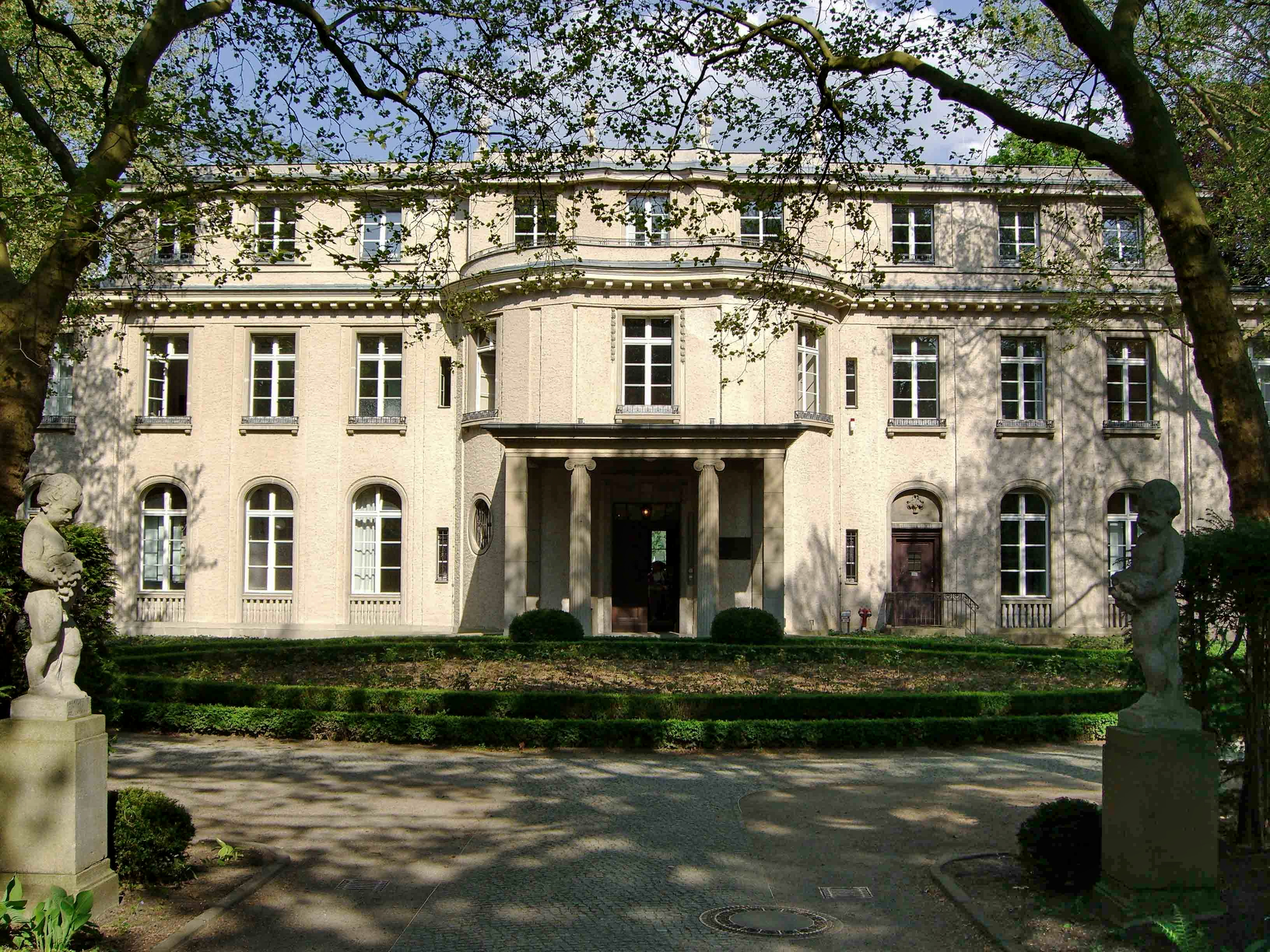
Villa Marlier (Haus der Wannseekonferenz) von 1914
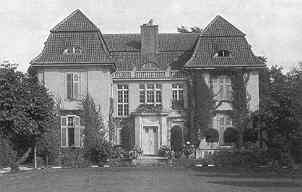
Die Villa Hamspohn, 1917